# اخویبونگ
اخویبونگ (به لاتین: Akhwibong) یک کوه در کره جنوبی است که در کره جنوبی واقع شده‌است. اخویبونگ ۹۴۰ متر بالاتر از سطح دریا واقع شده‌است.